# Марлборо (Массачусетс)
Марлборо (англ. Marlborough) — місто (англ. city) в США, в окрузі Міддлсекс штату Массачусетс. Населення — 41 793 особи (2020).

## Географія
Марлборо розташоване за координатами 42°20′59″ пн. ш. 71°32′50″ зх. д. / 42.34972° пн. ш. 71.54722° зх. д. (42.349617, -71.547214).  За даними Бюро перепису населення США в 2010 році місто мало площу 57,24 км², з яких 54,04 км² — суходіл та 3,20 км² — водойми.

## Демографія
Згідно з переписом 2010 року, у місті мешкало 38 499 осіб у 15 395 домогосподарствах у складі 9672 родин. Густота населення становила 673 особи/км².  Було 16416 помешкань (287/км²).
Расовий склад населення:
| - 80,9 % — білих - 5,0 % — азіатів - 2,8 % — чорних або афроамериканців - 0,2 % — корінних американців - 0,1 % — вихідців з тихоокеанських островів - 7,7 % — осіб інших рас |

До двох чи більше рас належало 3,3 %. Частка іспаномовних становила 10,8 % від усіх жителів.
За віковим діапазоном населення розподілялося таким чином: 21,6 % — особи молодші 18 років, 65,8 % — особи у віці 18—64 років, 12,6 % — особи у віці 65 років та старші. Медіана віку мешканця становила 38,5 року. На 100 осіб жіночої статі у місті припадало 98,1 чоловіків;  на 100 жінок у віці від 18 років та старших — 96,3 чоловіків також старших 18 років.
Середній дохід на одне домашнє господарство  становив 89 063 долари США (медіана — 71 790), а середній дохід на одну сім'ю — 105 576 доларів (медіана — 84 149). Медіана доходів становила 60 772 долари для чоловіків та 51 051 долар для жінок. За межею бідності перебувало 7,3 % осіб, у тому числі 7,7 % дітей у віці до 18 років та 6,9 % осіб у віці 65 років та старших.
Цивільне працевлаштоване населення становило 22 540 осіб. Основні галузі зайнятості: освіта, охорона здоров'я та соціальна допомога — 19,1 %, науковці, спеціалісти, менеджери — 17,6 %, роздрібна торгівля — 13,3 %, виробництво — 12,4 %.